# Karasu (Van)
Pour les articles homonymes, voir Karasu.
La rivière Karasu Cayı est une rivière du sud-est de la Turquie. Elle s'écoule dans la province de Van et se jette dans le lac du même nom. Elle y est coupée par le Barrage de Sarimehmet.
La rivière Karasu est longue d'environ 110km.
On trouve dans les eaux de la Karasu deux espèces d'ablettes, toutes deux endémiques du lac de Van et de son bassin : Alburnus tarichi (plus communément appelé darekh) et Alburnus tamirensis. Si les deux cohabitent sur les 20 premiers kilomètres de la rivière en partant du lac au moment de la ponte (début mai à mi-juin), le darekh vit le reste de l'année dans les eaux salées du lac. L'habitat d'Alburnus tamirensis est au contraire circonscrit à la Karasu, où ce poisson reste toute l'année.